# USS Little Rock (CL-92)
El USS Little Rock (CG-4/CL-92/CLG-4) fue un crucero ligero de la Armada de los Estados Unidos de la clase Cleveland que fue posteriormente reconvertido como crucero lanzamisiles de clase Galveston. Fue puesto en grada por los astilleros Cramp Shipbuilding Co. de Filadelfia el  6 de marzo de 1943, desde donde fue botado el 27 de agosto de 1944 amadrinado por la señora Sam Wassell, entrando en servicio activo el 17 de junio de 1945 bajo el mando de  W. E. Miller.

## Historial de servicio

### 1945-1949
Tras sus pruebas de mar en aguas de Cuba y un crucero de entrenamiento a lo largo de la costa atlántica, el Little Rock zarpó de Newport el 21 de octubre con rumbo a Sudamérica. Tras un crucero de cinco meses por los países de Latinoamérica, retornó a Norfolk el 23 de marzo de 1946. Durante los dos meses siguientes, realizó tareas de entrenamiento por la costa este y el Caribe, zarpando posteriormente con rumbo a Europa el 4 de junio. Tras operar con la Sexta flota durante el verano, retornó a Norfolk el 27 de septiembre de 1946.
Desde septiembre de 1946 hasta 1949, el crucero realizó ejercicios en la costa este y en el Caribe y navegó por el Mediterráneo durante 1947 y 1948. El Little Rock fue dado de baja el 24 de junio de 1949, y fue asignado a la flota de reserva del Atlántico en Nueva New York.

### Conversión a crucero lanzamisiles
Fue reclasificado como CLG-4 el 23 de mayo de 1957, cuando el Little Rock fue reconvertido a crucero lanzamisiles. Esta reconversión, incluía la retirada de su torreta triple de popa, que fue substituida por una batería de  misiles Talos. Fue puesto en servicio activo en Filadelfia el 3 de junio de 1960 bajo el mando de J. O. Phillips. El crucero, realizó sus nuevas pruebas de mar y entrenamiento en el Caribe, así como pruebas de disparo de sus misiles Talos para preparar la rápida expansión de la flota de  buques armados con misiles capaces de lanzar un ataque nuclear.

### 1961-1976
Zarpó desde Filadelfia el 9 de febrero de 1961, para navegar por Europa en su nuevo rol. Tras seis meses operando con la Sexta Flota y con unidades de la OTAN, retornó a Norfolk en septiembre.
Mientras operaba en el Caribe el 18 de noviembre de 1961, se le ordenó dirigirse a aguas de Santo Domingo para proporcionar estabilidad a la zona en un momento en el que las facciones rivales competían por llenar el vacío de poder creado tras el asesinato de  Rafael Trujillo.
Durante los cuatro años siguientes, el Little Rock navegó cada año hasta el Mediterráneo para unirse a la Sexta Flota, relevando al USS Springfield, como buque insignia desde mayo hasta diciembre de 1963. Durante los meses entre los despliegues por el Mediterráneo operaba en la costa este, Caribe y norte de Europa con unidades de los países de la OTAN. Permaneció en la costa este durante 1966 para tareas de mantenimiento y entrenamiento, retomando su rotación anual en le Mediterráneo en 1969. Volvió a ejercer como buque insignia en 1969 y 1970. Tenía su Puerto base en Gaeta, Italia, donde pasaba la mitad de tiempo de su despliegue. Mientras permanecía fuera de Gaeta, participaba en despliegues en el Mediterráneo y llevaba al almirante al mando de la Sexta Flota a distintos puertos extranjeros. Durante un ejercicio a mediados de 1970, colisionó con un destructor griego, dañando su proa, que fue reparada provisionalmente en Malta. En septiembre, retornó a los Estados Unidos para realizar reparaciones mayores en el astillero de Boston desde noviembre de 1970 hasta la primavera de 1971. Tras un periodo de entrenamiento, retomó sus tareas como buque insignia de la Sexta Flota.
El 5 de junio de 1975 participó en la ceremonia de reapertura del Canal de Suez donde fue el tercero en la línea de parada que transitó el canal desde Puerto Said a Ismaïlia. Tras el tránsito por el canal, participó en una visita a Alejandría, Egipto, cruzando posteriormente el Mediterráneo para visitar la ciudad yugoslava de Dubrovnik.

### Buque museo
Tras ser dado de baja, el Little Rock fue entregado a la ciudad de Búfalo, Nueva York, donde permanece abierto al público como parte del Buffalo Naval & Military Park.

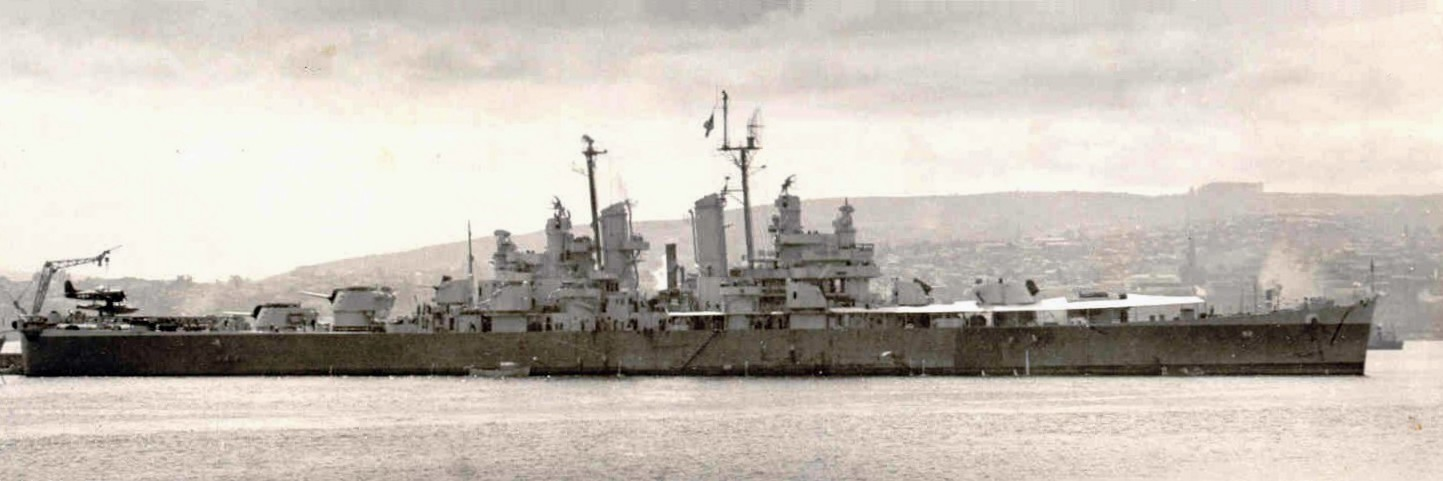
El Little Rock como crucero ligero CL-92 en Valparaíso en 1946
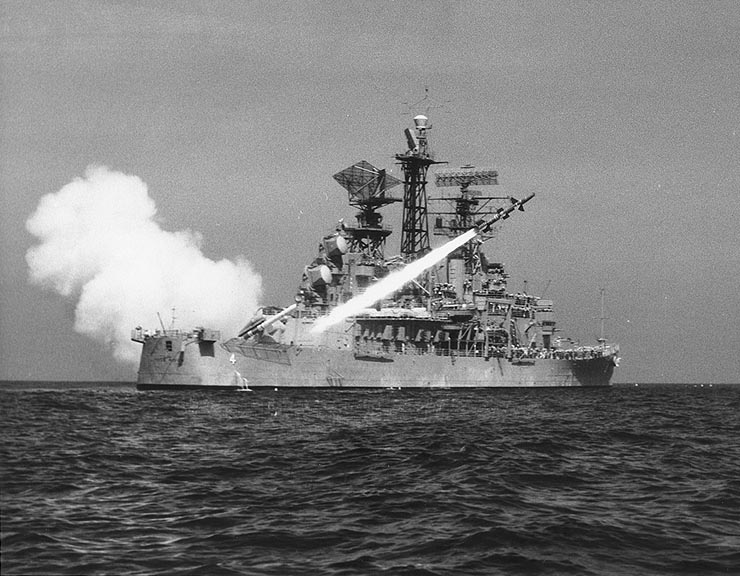
El Little Rock disparando sus misiles RIM-8 Talos en 1961
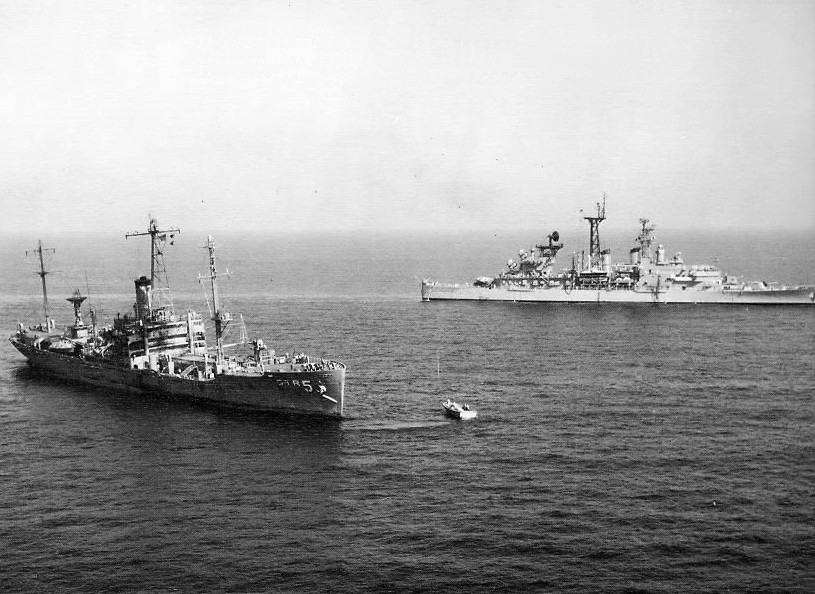
El Little Rock junto al dañado USS Liberty en junio de 1967
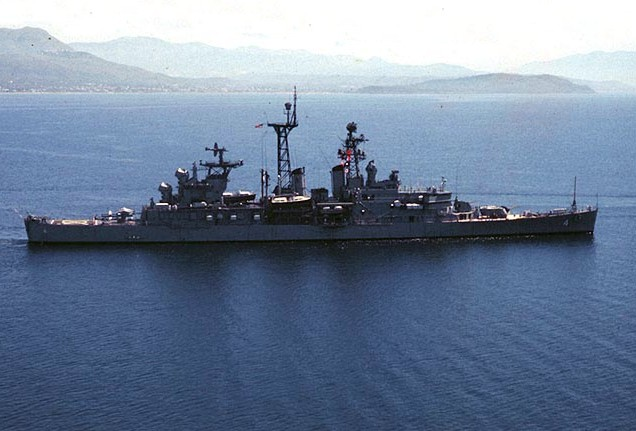
El Little Rock en el mar Mediterráneo en 1974
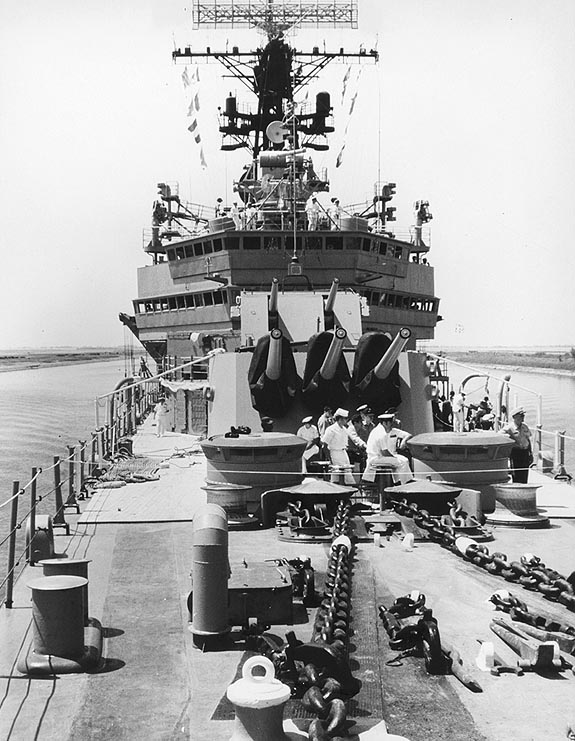
El USS Little Rock en el canal de Suez el 5 de junio de  1975
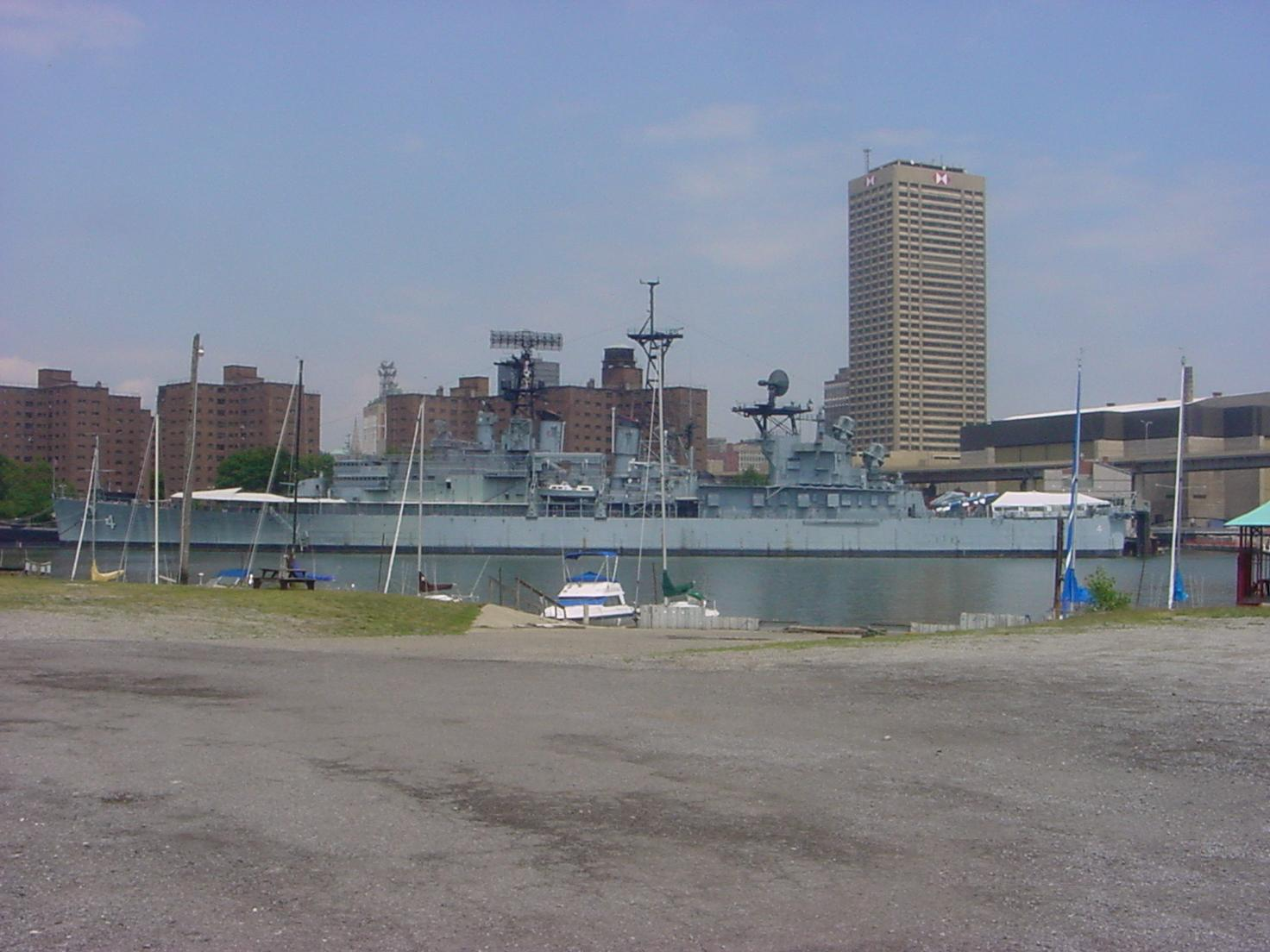
El USS Little Rock en el Buffalo Naval & Military Park
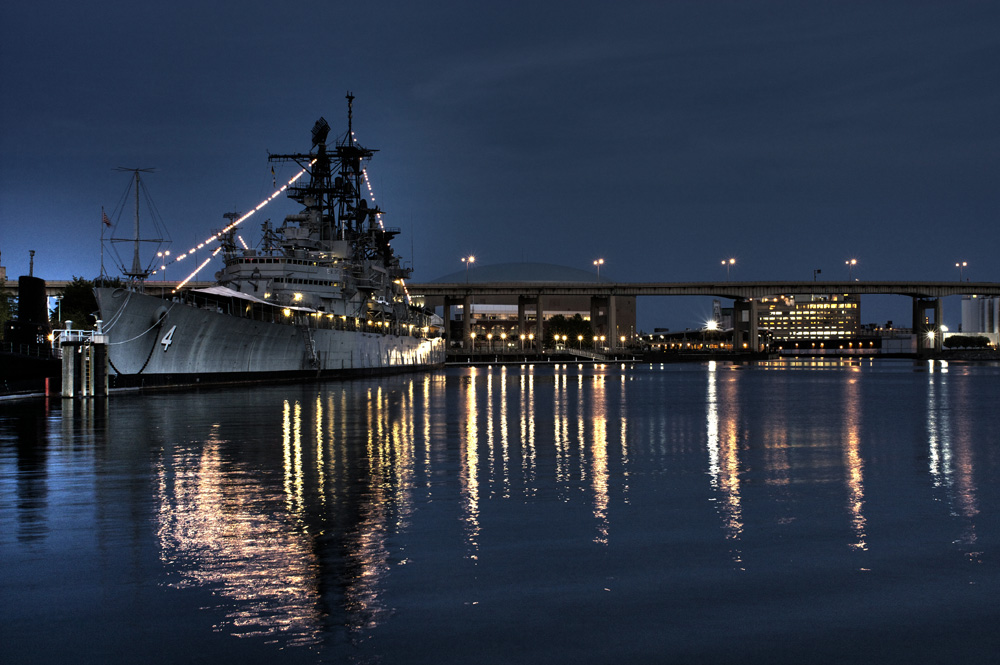
USS Little Rock

### Listas relacionadas
Cruceros de la Armada de los Estados Unidos